# Dömötör Zoltán
Dömötör Zoltán (Budapest, 1935. augusztus 21.  –  Budapest, 2019. november 20.) olimpiai bajnok magyar vízilabdázó, úszó, edző.
1953-ban érettségizett a Könyves Kálmán Gimnáziumban. A Kandó Kálmán Technikum elvégzése után egy szemesztert járt a Budapesti Műszaki Egyetemre, majd a Marx Károly Közgazdaságtudományi Egyetem külkereskedelmi szakán, később a Testnevelési Egyetem vízilabda-szakedzői szakán szerzett diplomát.

## Sportpályafutása
1953-tól a Tűzoltóság Sport Club élsportolója. 1954-ben úszásban Európa-bajnok a 4 × 200 méteres gyorsúszóváltó tagjaként. 1958-ban és 1962-ben az Európa-bajnok vízilabdacsapat tagja és a tornák gólkirálya. Az Újpesti Dózsa játékosaként három olimpián vett részt. 1960-ban Rómában a harmadik helyezett csapat tagja volt. 1964-ben Tokióban az aranyérmes, 1968-ban Mexikóvárosban a harmadik helyezést elért csapat tagja volt.  1959, 1961 és 1965-ben a magyar válogatottal megnyerték a Trofeo Italia-t, amely, az akkor még nem létező  vízilabda világbajnoksággal azonos rangú torna volt. 1971 és 1975 között edzőként Algériában dolgozott. 1981-től 20 éven át a Központi Sportiskola (KSI) vízilabda szakágvezetője. Ezidő alatt 8 jövőbeli olimpiai bajnokot nevelt Benedek Tibor, Kásás Tamás, Märcz Tamás, Steinmetz Barnabás, Steinmetz Ádám, Székely Bulcsú, Vári Attila és Varga Zsolt személyében. 1985-ben Mesteredző lett. 2004-ben az Olimpiai Bajnokok Klubjának elnöke lett, mely tisztséget 2012-ig viselte.

## Rekordjai

### 200 m gyors
- 2:13,8 (1951., Budapest) ifjúsági országos csúcs
- 2:12,0 (1953. augusztus, Budapest) ifjúsági országos csúcs
- 2:10,2 (1954. július 13., Budapest) ifjúsági országos csúcs

### 400 m gyors
- 4:43,8 (1954. december 3., Budapest) ifjúsági országos csúcs (33 m)

## Sikerei, díjai
Úszóként
- Európa-bajnokság
  - aranyérmes: 1954, Torino (4 × 200 m gyors)
- Magyar bajnokság
  - aranyérmes (5): 1954 (400 m gyors, 4 × 100 m gyors, 4 × 200 m gyors), 1957 (4 × 100 m gyors), 1960 (4 × 100 m gyors)
  - ezüstérmes (2): 1953, 1954 (mindkettő 200 m gyors)
  - bronzérmes (2): 1955, 1956 (mindkettő 200 m gyors)

Vízilabdázóként
- Olimpiai játékok
  - aranyérmes: 1964, Tokió
  - bronzérmes (2): 1960, Róma, 1968, Mexikóváros
- Európa-bajnokság
  - aranyérmes (2): 1958, Budapest, 1962, Lipcse
- Universiade
  - aranyérmes: 1963. Porto Allegre
- Magyar bajnokság
  - aranyérmes (2): 1960, 1967
  - ezüstérmes (3): 1958, 1959, 1965
  - bronzérmes (2): 1963, 1966

## Elismerései
- A Magyar Népköztársaság Kiváló Sportolója (1962)[3]
- Magyar Sportért kitüntető cím (1994)
- Kiváló Nevelő Munkáért (1995)
- Kemény Ferenc-díj (1996)
- Bay Béla-díj (2001)
- Olimpiai érdemérem (2005)
- Budapest díszpolgára (2013)[4]
- A Magyar Érdemrend tisztikeresztje (2013)
- Háromszor tüntették ki a Sportérdemérem arany fokozatával.
- posztumusz Életmű Fair Play-díj (2020)[5]

## Magánélete
Családjával a 2000-es évek óta Solymáron élt.

## Emlékezete
- Dömötör Zoltán Dunakeszi Sportuszoda (2024)[7]